# Pädagogischer Verlag des Lehrerinnen- und Lehrervereins Zürich

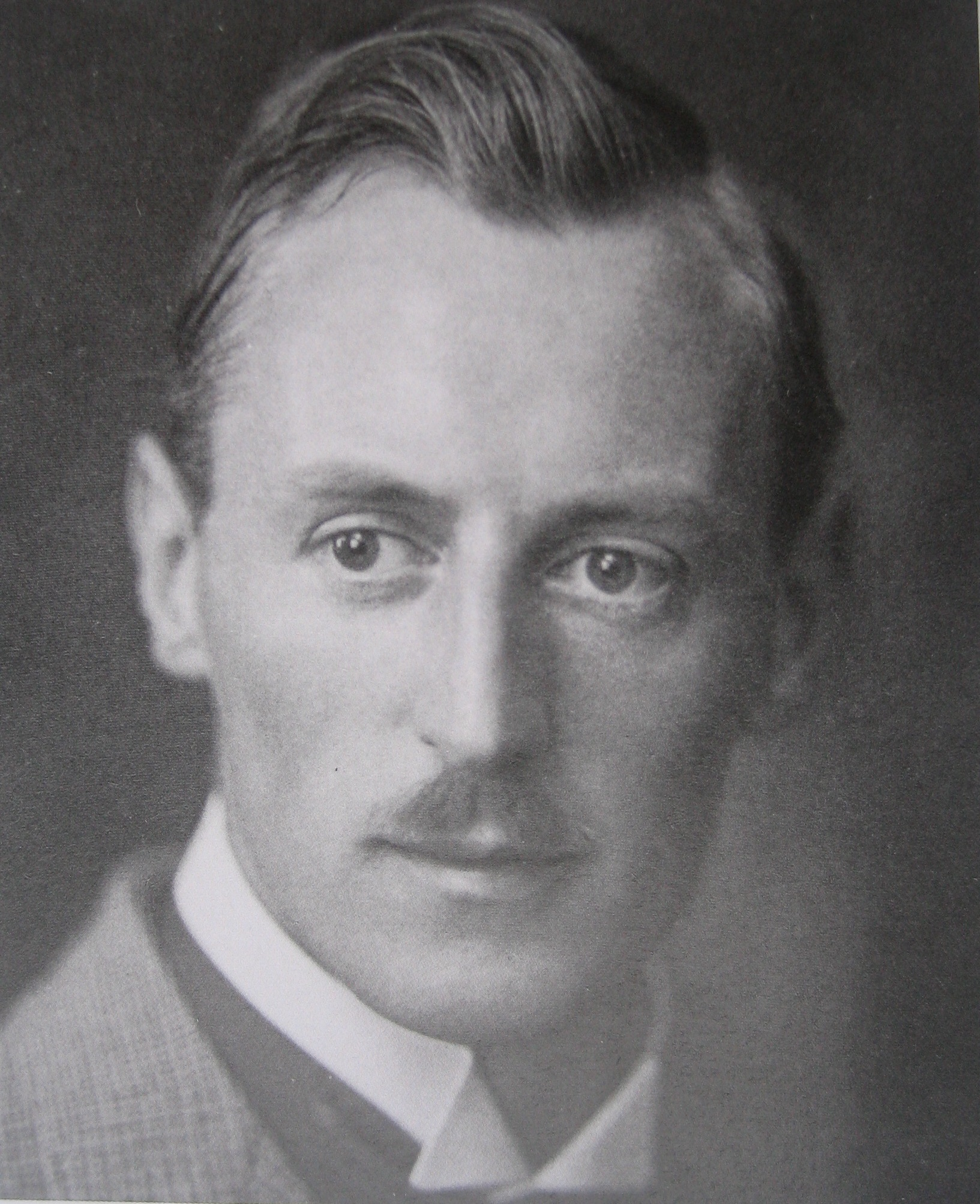
Edwin Morf um 1918

Der Pädagogische Verlag des Lehrerinnen- und Lehrervereins Zürich wurde 1919 vom Zürcher Lehrer Edwin Morf (1887–1937) gegründet. Der Verlag vertreibt hauptsächlich Bastelbogen / Modellbogen. Der Sitz des Verlags ist in Zürich im Kanton Zürich in der Schweiz. 2011 wurde der Verlag in eine Stiftung namens «Stiftung Pädagogischer Verlag der Lehrerinnen und Lehrer Zürich» überführt. Der Vorstand bzw. Stiftungsrat besteht aus fünf ehrenamtlich arbeitenden Mitgliedern, die mehrheitlich aus dem Schulumfeld stammen und / oder eine hohe Affinität zu Modellbogen haben.
Der Verlag versteht sich als ein idealistisches Unternehmen, das nur so weit nach kaufmännischen Kriterien arbeitet, als der Fortbestand gewährleistet ist. Ein Gewinn wird nicht angestrebt.

## Geschichte

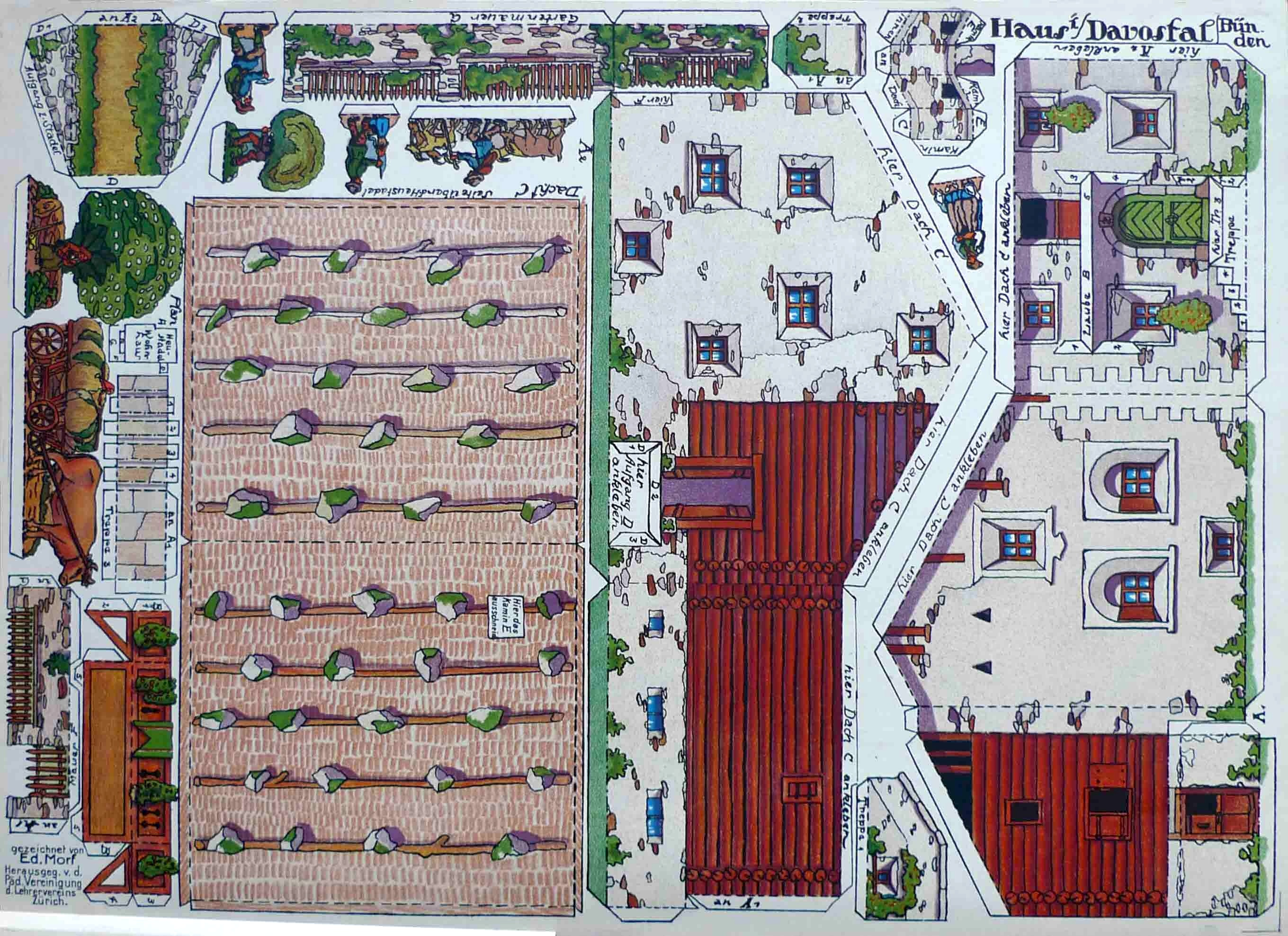
Der erste Modellbogen: Davoser Bauernhaus (aktuell nicht im Sortiment)

Der erste Bastelbogen des Pädagogischen Verlags erschien 1919. Er stammte vom Zürcher Primarlehrer und Verlagsgründer Edwin Morf, der, durch die spanische Grippe zur Untätigkeit verurteilt, eine schweizerische Version der Modellbogen ersann. Als Vorbild hatte Morf die «B. G. Teubner Künstler-Modellierbogen» vor Augen, die seit 1907 mehr als 58 Modelle herausgaben.

### Edwin Morf

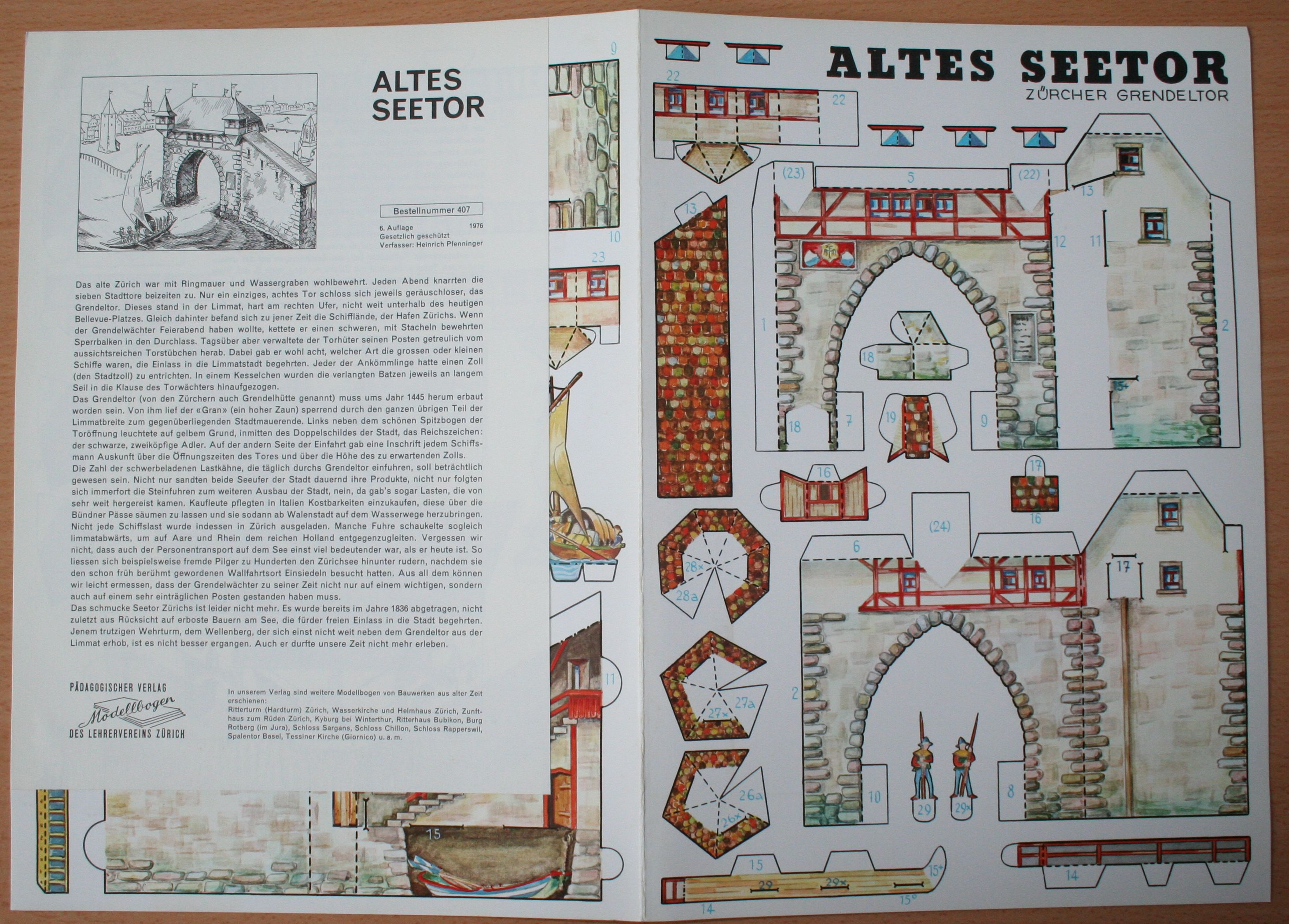
Das Grendeltor, zweite Modellbogen-Fassung (aktuell nicht im Sortiment)

Edwin Morf (1887–1937) wuchs am Münsterhof in der Stadt Zürich auf. nach dem Besuch des Seminar Küsnacht unterrichtete er viele Jahre im Schulhaus Mühlebach in Zürich, ab 1934 im Schulhaus Langmatt in Zürich-Witikon. Er hatte grosses Interesse an volkskundlichen Themen, machte Stadtführungen und schrieb an einem Stadtführer. Morf, ein dezidierter Antialkoholiker und exzellenter Violinspieler, galt als äusserst hilfsbereiter, feiner, eher scheuer Mensch und war beliebt bei Schülern, Lehrern und Eltern. Er starb während eines Gottesdienstes in der Kirche Witikon.
Morf ging es darum, ein hochwertiges und günstiges Lehrmittel und Spielzeug zuhanden der Jugend zu schaffen. Auf persönlichen Ruhm und kommerziellen Erfolg legte er keinen Wert. Die Modelle sollten kindergerecht und lehrreich sein und schweizerischen Verhältnissen und Bedürfnissen Rechnung tragen. Davon zeugt ein Rundschreiben Morfs aus dem Jahre 1933:

«Wenn die Abende früher hereinbrechen, taucht für alle, die sich für das Wohl der Jugend verantwortlich fühlen, die wichtige Frage auf: Wie beschäftigen wir unsere Jungmannschaft, besonders das tatendurstige Bubenvolk, unterhaltend und nutzbringend? Die jungen Leute sollen lesen! höre ich sagen. Nur lesen? Nein, auch mit Hand und Werkzeug will und soll unsere Jugend tüchtig werden, soll Genauigkeit und Ausdauer üben und dies auf eine Weise, als ob's Spiel wäre. Unmerklich soll ihr die Freude an sauberer Arbeit aufgehen. Sie möchte gerne etwas Schönes entstehen sehen, das noch nach Jahren Zeuge ihres Fleisses, ihrer Ausdauer und Erfindungsgabe sei, darauf hat sie ein Recht.»

Als erste Modelle entwarf Morf ein Davoser Bauernhaus und aus Zürich das Grendeltor, den Wellenberg, den Hardturm und das Rennwegtor. Die Zürcher Liederbuchanstalt unterstützte den Druck der ersten vier Bögen mit 4000 Franken. Der Preis betrug anfänglich 1,50 Franken, später wurde er auf 1 Franken gesenkt. Die Darstellung von zum Teil schon längst abgerissenen Gebäuden und später regionaltypischer Bauernhäuser kam sowohl den Bedürfnissen der Heimatkunde als auch des Werkunterrichts entgegen. Die Modelle der Verkehrsmittel waren auch als Spielgeräte gedacht. Bis zu seinem Tod hatte Morf 30 Bastelbogen entworfen. Sein Nachfolger war Heinrich Pfenninger.

### Heinrich Pfenninger

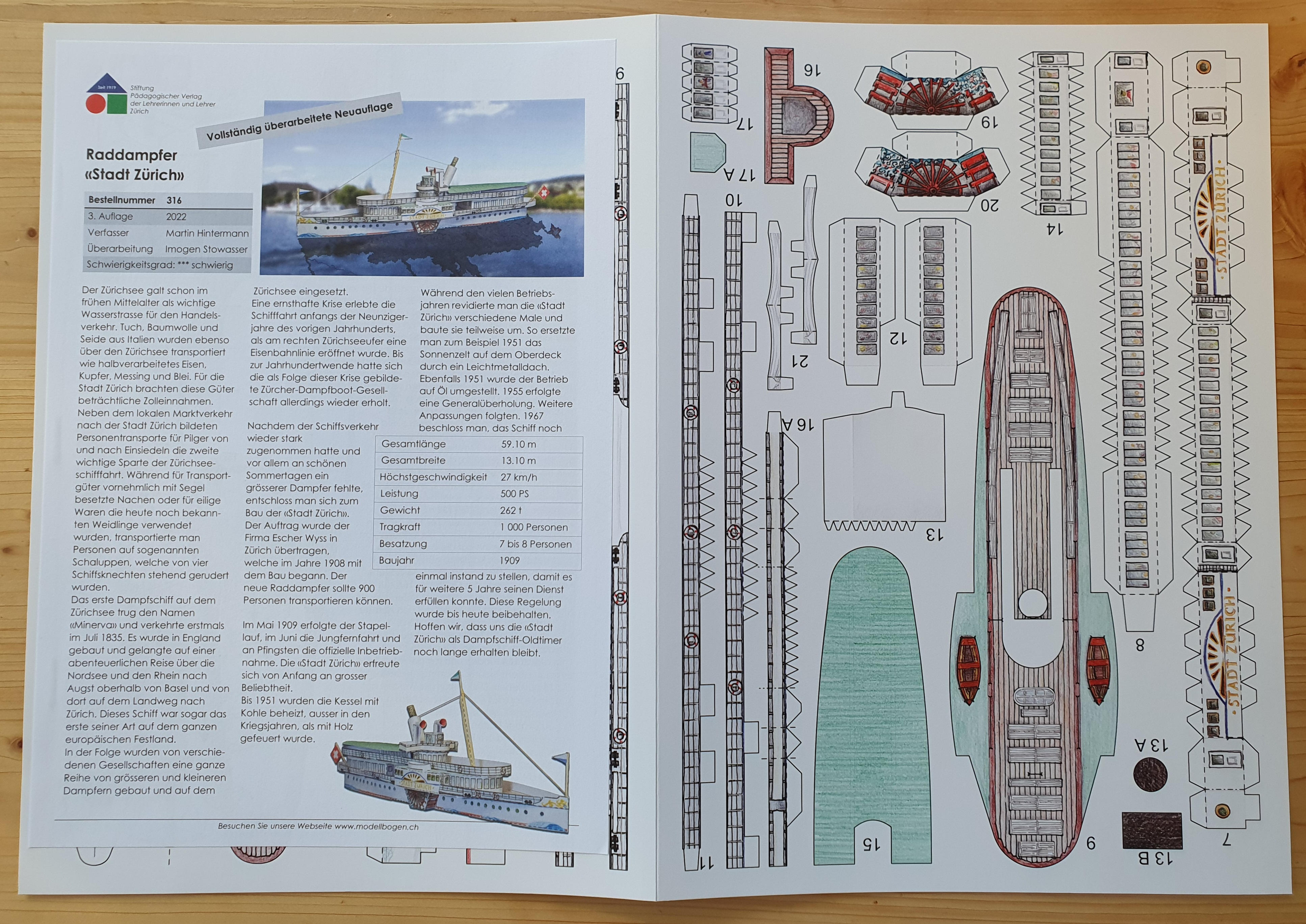
Modellbogen Raddampfer «Stadt Zürich», vollständig überarbeitete Neuauflage 2022

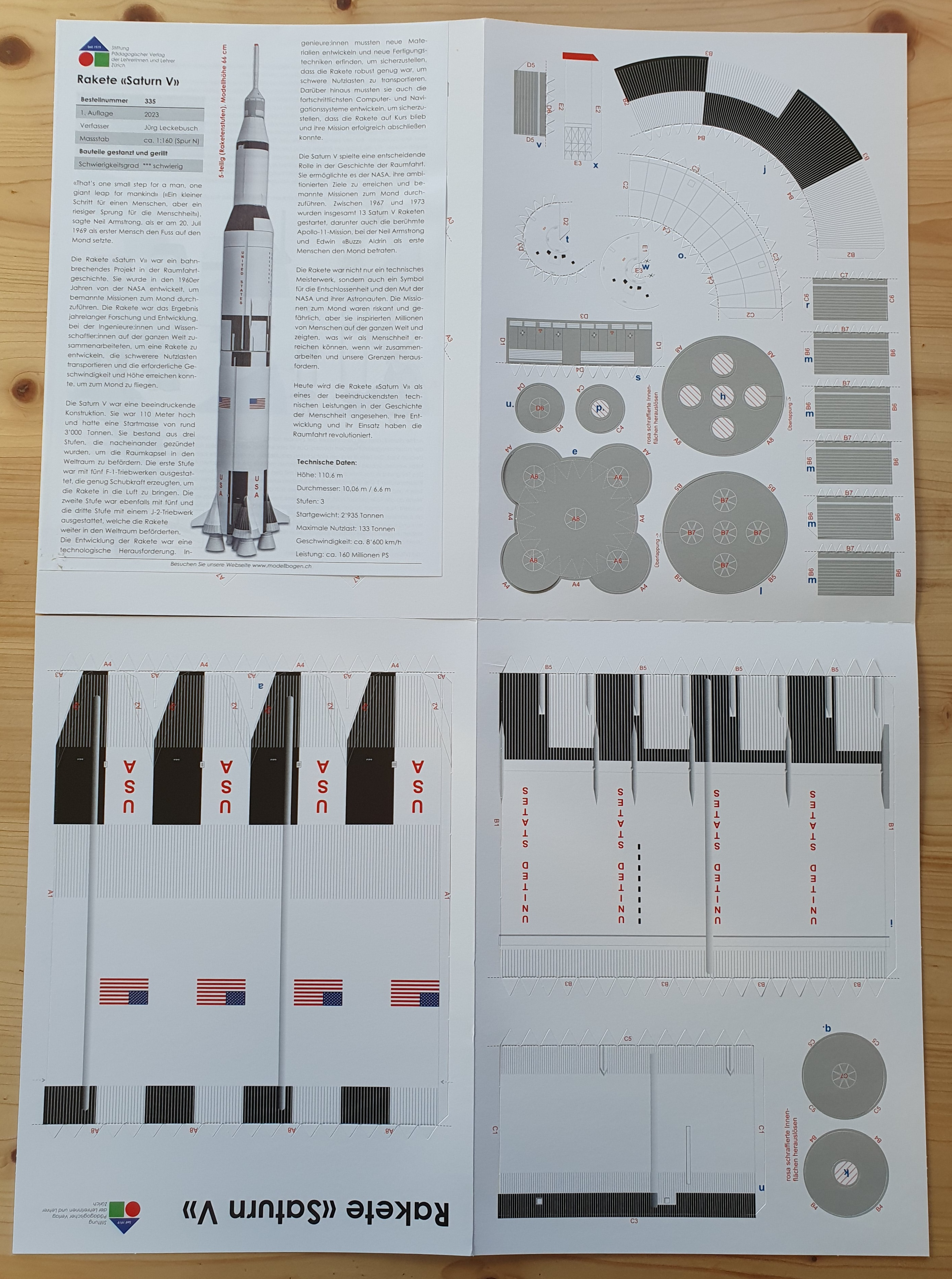
Modellbogen Rakete «Saturn V», 1. Auflage 2023, grosser vierseitiger Modellbogen mit vorgestanzten und vorgerillten Bauteilen

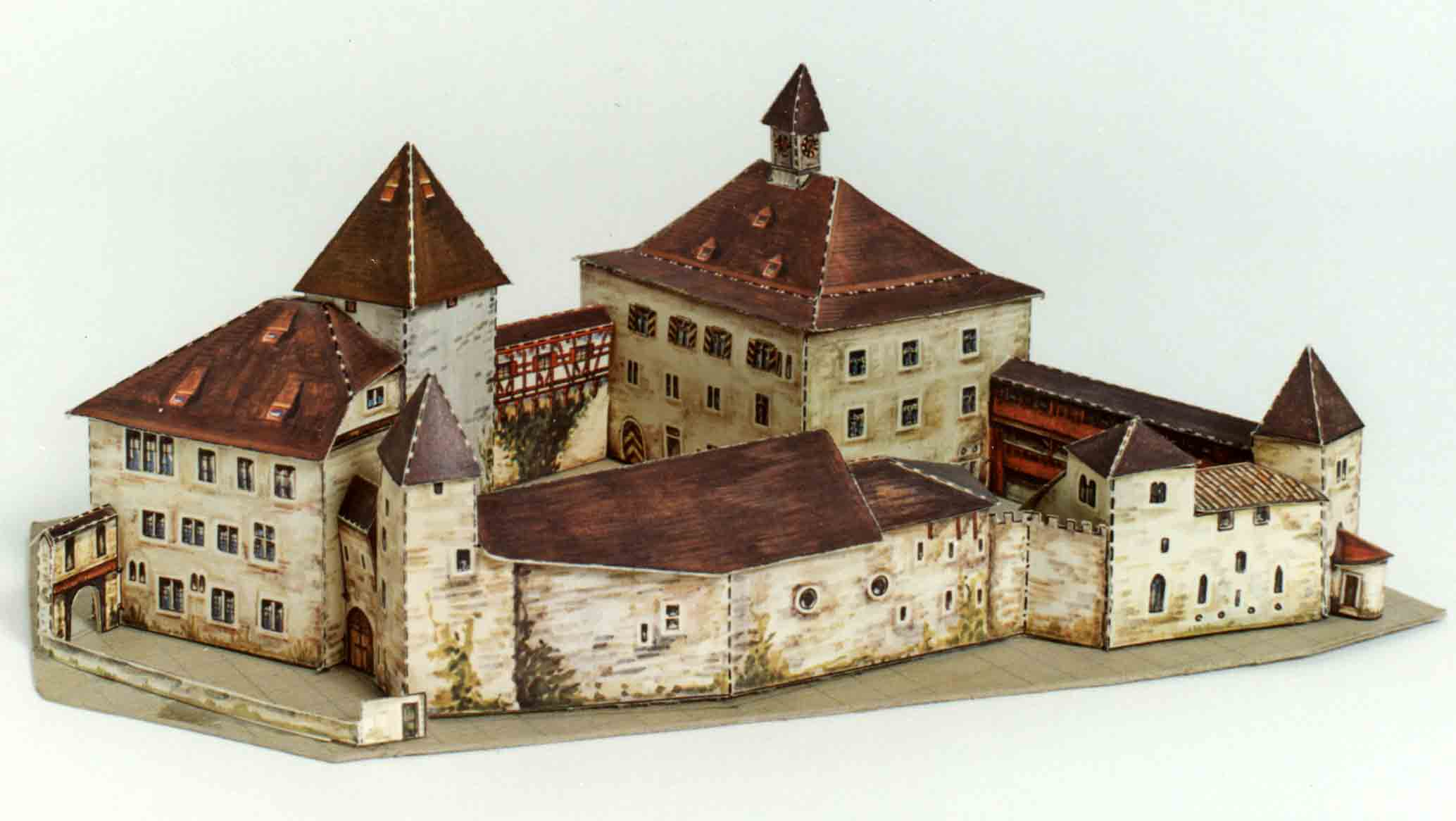
Modellbogen Schloss Kyburg

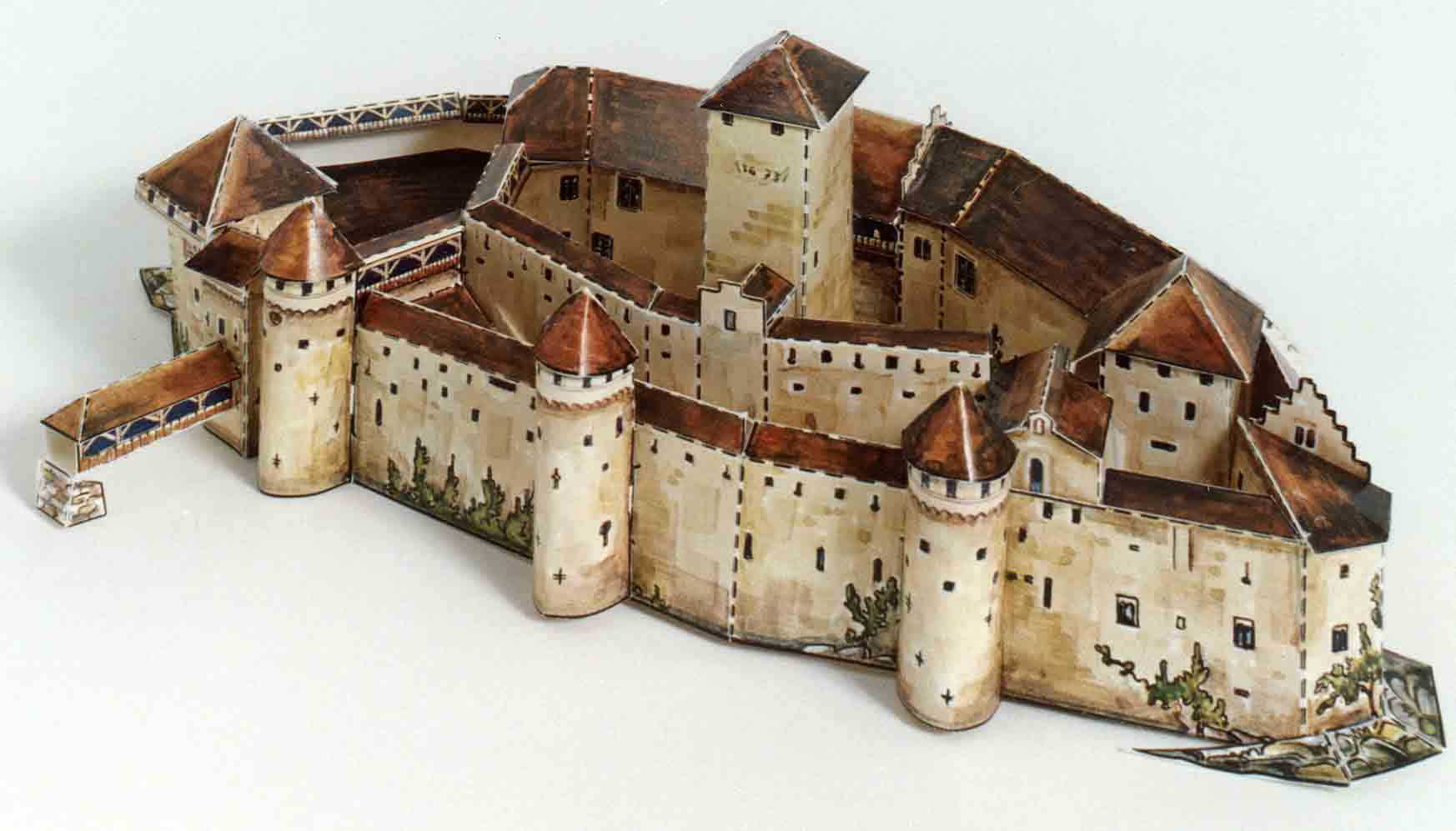
Modellbogen Schloss Chillon

Heinrich Pfenninger (1899–1968) wuchs in Stäfa als Sohn eines Malermeisters auf. Wie sein Vorgänger besuchte auch er das Seminar Küsnacht und unterrichtete anschliessend im Schulhaus Bläsi in Zürich-Höngg. Er arbeitete pausenlos, auch in den Ferien, die er vorzugsweise in Mittelmeerländern verbrachte, wo er Aquarelle malte und fotografierte. Später war er viele Jahre Didaktiklehrer für Werken am Seminar Unterstrass. Pfenninger war, ähnlich wie Morf, eher scheu, zurückhaltend und hilfsbereit. Ab 1940 entwarf der äusserst kreative Pfenninger 80 Bogen, vom einfachen Märchen bis zum kniffligen Schloss Greyerz. Seine Zeichnung des Schloss Sargans diente der St. Galler Denkmalpflege als Vorlage zur Restauration der Kantonswappen an der verwitterten Schlossmauer. Neben den Modellbogen schrieb Pfenninger auch SJW-Hefte, Bastelbücher, machte Schulfunksendungen und arbeitete an der Schweizerischen Landesausstellung 1939 mit. Pfenninger starb im Jahre 1968 an einem Lungenödem.
Bis 1968 stammten alle Bogen vom Gründer Edwin Morf und seinem Nachfolger Heinrich Pfenninger. Seit dem Tod Pfenningers werden die Modelle von Lehrern und Lehrerinnen, Grafikern und Grafikerinnen, Konstrukteuren und Konstrukteurinnen sowie Architekten und Architektinnen entworfen und ausgearbeitet.

## Bogen

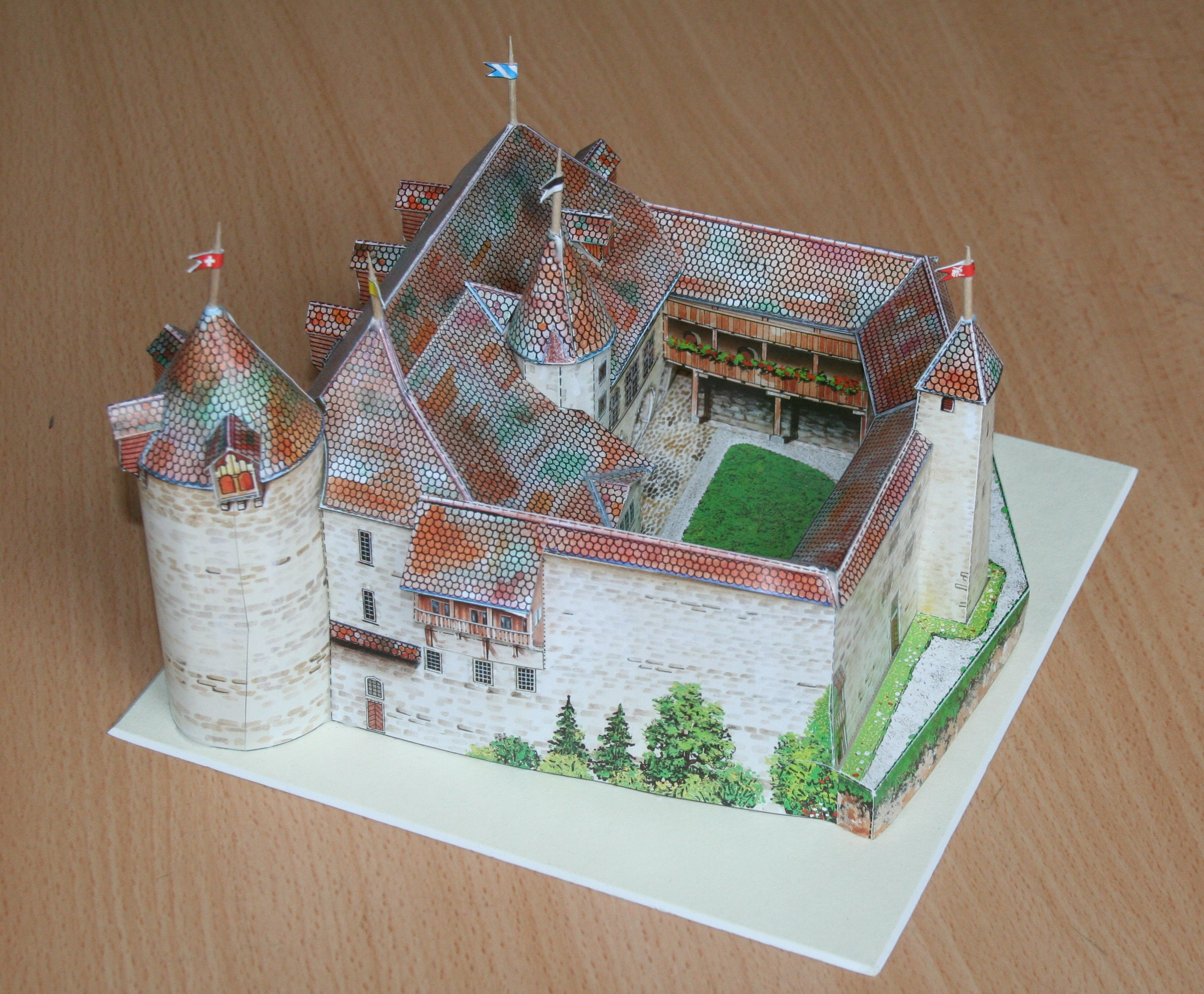
Modellbogen Schloss Greyerz

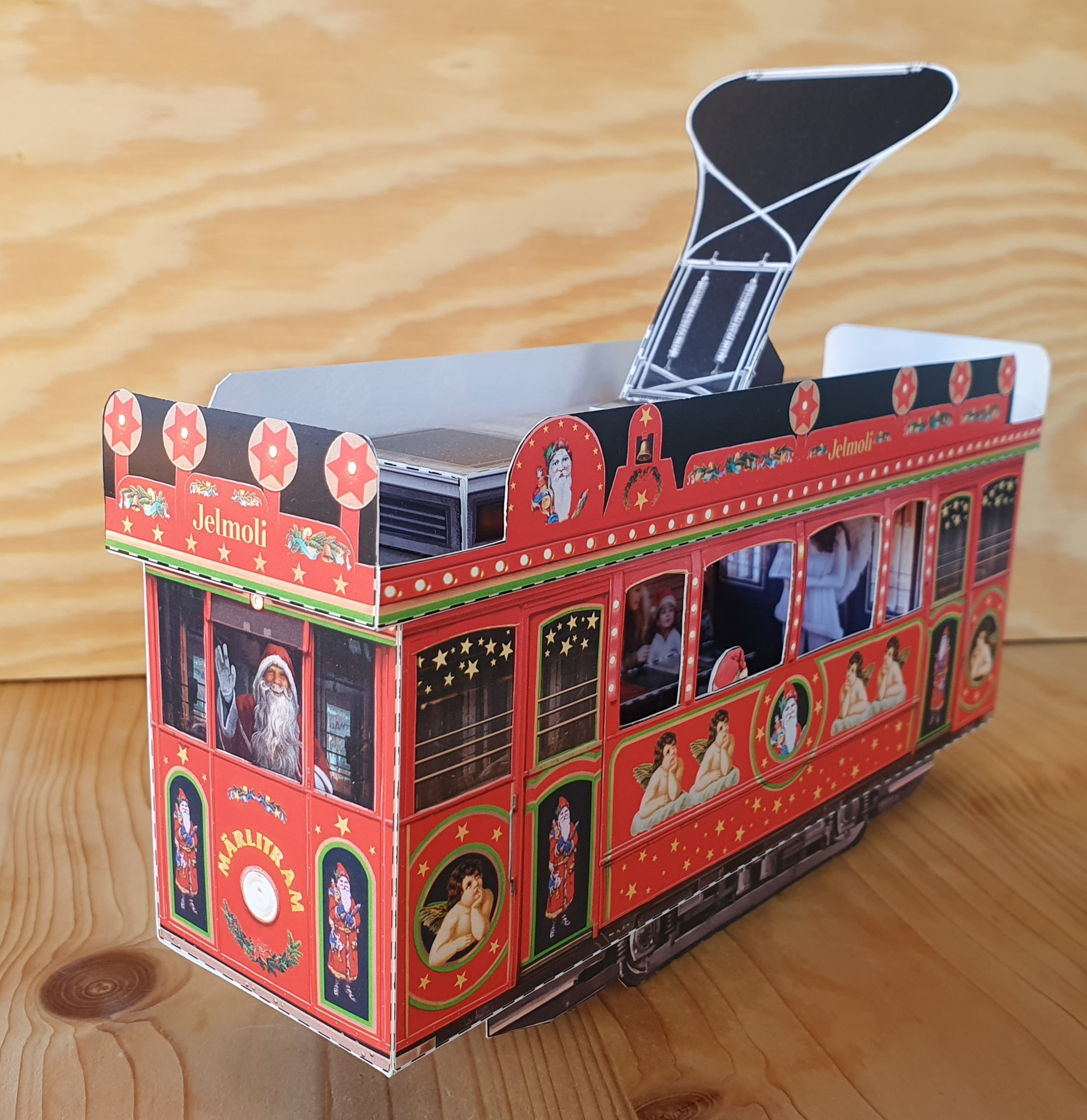
Modellbogen «Märlitram», 1. Auflage 2022

Die Modellbogen bestehen aus starkem meist einseitig bedrucktem Bastelkarton. Modellbogen sind zwei-, drei- oder vierseitig. Etwas Besonderes an den Modellbogen ist ihr Format von früher 24,5 cm × 34,5 cm und neu für Modelle ab 2022 23,0 cm × 32,0 cm (zusammengefaltet). Die Bogen sind grösser als das Format A4. Dies hat zur Folge, dass etwa bei Verkehrsmitteln oder Gebäuden der Massstab uneinheitlich ist. Der Massstab ist bei vielen Bogen vermerkt. Einigen Bogen sind Transparentpapier, farbiges Seidenpapier, Goldfolie oder Aufkleber beigegeben.
An den Bogen angeheftet ist ein Anleitungsblatt, das Informationen zum dargestellten Objekt und eine genaue Konstruktionsanleitung enthält. Dieses Beiblatt ist bei älteren Modellen teilweise auch in Französisch erhältlich. Die meisten Bogen erfordern für die Konstruktion nur Schere, Leim und zum Ritzen der Falzlinien z. B. eine Stecknadel. Bei ein paar Modellen sind zusätzliche Hilfsmittel wie Steine, Faden, Nägel, Schnur, Musterklammern etc. nötig. Seit 2016 werden einige Modelle als vorgestanzte, vorgerillte und perforierte Modellbogen angeboten und müssen nicht mehr ausgeschnitten, geritzt und gefalzt werden, was den Zusammenbau stark beschleunigt und vereinfacht.

## Sortiment
Das Sortiment umfasste teilweise an die einhundert Modellbogen. Die Themenauswahl der Modelle reicht von Architektur, über Geschichte und Geografie, bis zu Weihnachten und Verkehr. Auch Puzzles sind im Sortiment. Einige Modelle sind seit Jahren oder gar Jahrzehnten praktisch unverändert geblieben. Dies führt dazu, dass manchmal Kinder mit ihren Vätern oder Müttern an Bogen basteln, die diese selber schon als Kinder zusammengesetzt hatten. Erschienen sind bisher rund 200 Bogen bzw. Modelle. Aktuell sind rund 50 Modellbogen im Angebot. Im Jahr 2022 erschienen neu die Bogen «Roter Doppelpfeil Churchill», «Märlitram» und ein Katzenpuzzle. Zum 175-Jahr-Jubiläum (2022) wurde die aus drei Bogen bestehende «Spanisch-Brötli-Bahn» neu aufgelegt. Im Jahr 2023 ist die legendäre «Saturn V» Rakete erschienen. Neben Neuerscheinungen werden zudem immer wieder alte Bogen überarbeitet. Viele neu aufgelegte Modellbogen sind mit dem Label «klimaneutral» versehen und werden durch FSC-zertifizierte Druckereien hergestellt. Es wird viel Wert darauf gelegt, mit lokalen Produktionsbetrieben zusammenzuarbeiten.
Das Sortiment wandelt sich langsam, aber stetig. Regelmässig werden neue Bogen aufgelegt und alte, welche nicht mehr gefragt sind, ersetzt. Mit attraktiven Modellen und Spielen, versucht der Verlag das Interesse der Schülerinnen und Schüler zu wecken.
In einer «ewigen Bestenliste» belegt der «Adventskalender 1» den Spitzenplatz. Es folgen die Bogen «Goldener Engel» und die «Weihnachtskrippe». Als erster nicht weihnachtlicher Bogen folgt das «Römerhaus Augst». Die gesamte Auflagenzahl aller Bogen und Werkhefte innerhalb der letzten 100 Jahre beträgt ca. 21 Millionen.

## Vertrieb
Der Vertrieb der Bogen erfolgt fast ausschliesslich über die Schulen. In der Adresskartei stehen über 3'500 Schulen aus der ganzen Schweiz. Im Herbst werden jeweils Mustersendungen, Poster und Flyer an die Schulen verschickt. Heute werden die Bestellungen via Webshop getätigt und seit dem Jahr 2022 steht den Schulen ein sogenanntes «Kundenportal» zur Verfügung, mit welchem die Schuladministration bzw. die Lehrkräfte die Bestellungen bequem online und digital durchführen können. Damit wurde der alte «Papierbestellprozess» abgelöst, womit viel Papier eingespart und der Prozess insgesamt vereinfacht wurde. In den 1990er-Jahren wurden jährlich über 250'000 Bogen bestellt, heute beläuft sich die Bestellmenge etwa auf 70'000 Bogen pro Jahr. Während gut 75 Jahren betrug der Preis einen Franken pro Bogen (Einheitspreis). Der Preis wurde anschliessend drei Mal bis auf vier Franken erhöht, um die Wirtschaftlichkeit zu gewährleisten. Seit 2022 werden die Bogen zu abgestuften Preisen (3.- bis 4.-), je nach Grösse, Material und Komplexität, angeboten. Themenspezifische Bogen sind auch in einzelnen Museen erhältlich, wie zum Beispiel im Schweizerischen Landesmuseum. Modellbogen können via Webshop in der Schweiz, Deutschland und Österreich von jedermann bestellt werden.
Bis 2020 amtete, mehr als fünfzig Jahre, als Verlagsleiter Rolf Müller aus Zumikon. Der Versand erfolgte über das Lager in Grüningen ZH, später aus Egg. Müller übernahm das Amt von seinem Vater, der zusammen mit seiner Frau den Vertrieb der Modellbogen des Pädagogischen Verlags des Lehrervereins Zürich übernommen hatte. Seit 2020 wird der Verlag vom Stiftungsrat der Stiftung Pädagogischer Verlag der Lehrerinnen und Lehrer Zürich betriebswirtschaftlich geführt und der Vertrieb und die Buchhaltung von der Brunau-Stiftung Zürich durchgeführt.
Im Herbst 2009 erschien anlässlich des 90-jährigen Bestehens das Buch «90 Jahre Schweizer Modellbogen», das die Geschichte der Modellbogen in der Schweiz und seiner Verfasser auf 250 Seiten nachzeichnet. 2019 wurde zum 100-Jahre-Jubiläum die Broschüre «100 Jahre Schweizer Modellbogen: Die letzten 10 Jahre (2010 - 2019)» aufgelegt.

## Literatur

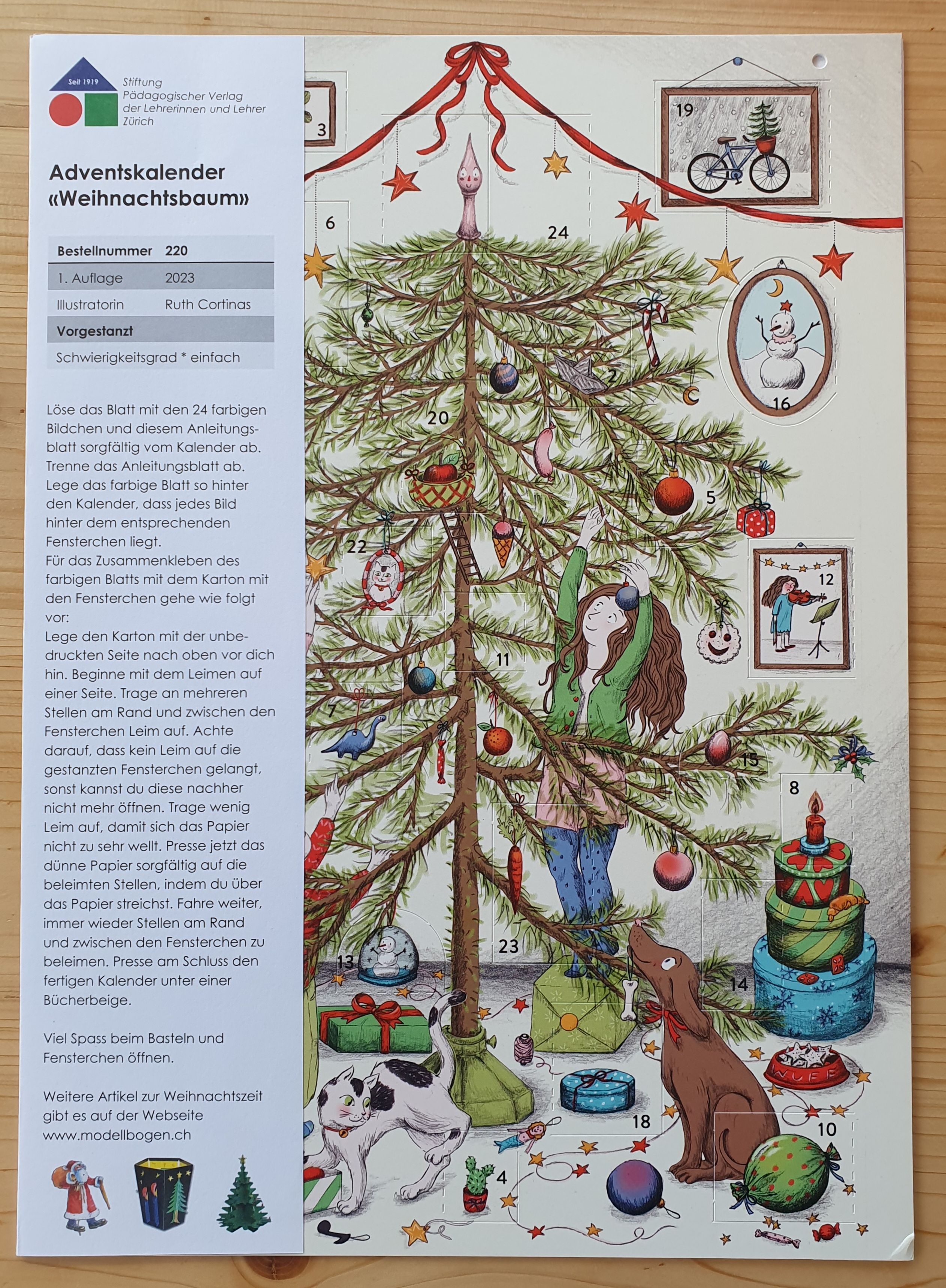
Adventskalender «Weihnachtsbaum», 1. Auflage 2023, Illustratorin Ruth Cortinas